# Telefe
Telefe (acronim pentru Televisión Federal) este o stație de televiziune cu sediul în Buenos Aires, Argentina. Stația este deținută și operată de Paramount Global prin Televisión Federal S.A. Telefe este de asemenea una dintre cele șase rețele de televiziune naționale ale Argentinei. Studiourile sale au sediul în Martínez, Buenos Aires, adiacent cu sediul corporativ; transmițătorul său are sediul la Alas Building.
În zone din Argentina unde o stație Telefe nu este recepționabilă prin aer, este disponibilă prin satelit și sisteme selecte prin cablu. Telefe are și stații regionale în toată țara și o rețea internațională (Telefe Internacional) care este disponibilă în Americi, Europa, Asia, și Oceania.

## Seriale
- Cebollitas

## Asociate
Rețeaua are în prezent patru stații deținute și operate acorduri curente de afiliere cu alte stații de televiziune.

### Deținute și operate
Toate dintre stațiile deținute și operate (exceptând LRK458 TV) s-au alăturat Telefe în aprilie 1998, după ce Editorial Atlántida a  achiziționat acțiuni majoritare în fostul Televisoras Provinciales. LRK458 TV (mai târziu cunoscut ca Telefe Tucumán și cunoscut în prezent ca Elocho TV) a fost ultimul care s-a alăturat Telefe în martie 2000.
| Provincie           | Orașul de licență     | Stație    | Marca                | Canal  | Canal   |
| Provincie           | Orașul de licență     | Stație    | Marca                | Analog | Digital |
| ------------------- | --------------------- | --------- | -------------------- | ------ | ------- |
| Buenos Aires        | Bahía Blanca          | LU80 TV   | Telefe Bahía Blanca  | 9      | N/A     |
| Buenos Aires        | Mar del Plata         | LRI486 TV | Telefe Mar del Plata | 8      | N/A     |
| Orașul Buenos Aires | Buenos Aires          | LS84 TV   | Telefe               | 11     | 34      |
| Córdoba             | Córdoba               | LV85 TV   | Telefe Córdoba       | 8      | 29      |
| Neuquén             | Neuquén               | LU84 TV   | Telefe Neuquén       | 7      | N/A     |
| Salta               | Salta                 | LW82 TV   | Telefe Salta         | 11     | N/A     |
| Santa Fe            | Rosario               | LT84 TV   | Telefe Rosario       | 5      | 38      |
| Santa Fe            | Santa Fe              | LT82 TV   | Telefe Santa Fe      | 13     | 30      |
| Tucumán             | San Miguel de Tucumán | LRK458 TV | Telefe Tucumán       | 8      | N/A     |

### Asociate
| Provincie | Orașul de licență     | Stație  | Marca            | Canal  | Canal   | Proprietar                       |
| Provincie | Orașul de licență     | Stație  | Marca            | Analog | Digital | Proprietar                       |
| --------- | --------------------- | ------- | ---------------- | ------ | ------- | -------------------------------- |
| Jujuy     | San Salvador de Jujuy | LW80 TV | Canal 7          | 7      | 36      | Radio Visión Jujuy S.A.          |
| Mendoza   | Mendoza               | LV83 TV | Canal 9 Televida | 9      | 28      | Cuyo Televisión S.A. & Los Andes |

## Logo-uri
| 1990–present | 2019-present |
| 1990–prezent | 2019–prezent |
| ------------ | ------------ |